# Бабаев, Аккешек
Аккешек Бабаев (туркм. Akköşek Babaýew; 1905 год, Бахерден — дата смерти неизвестна) — старший чабан каракулеводческого совхоза «Ербентский» Министерства внешней торговли СССР, Ашхабадский район Ашхабадской области, Туркменская ССР. Герой Социалистического Труда (1948).

## Биография
С 1931 по 1944 года — старший чабан колхоза «Герельде» (Görelde) Ербентского района. С 1944 года — старший чабан совхоза «Ербентский» Ашхабадского района.
В 1947 году бригада Аккешека Бабаева получила высокий приплод ягнят. Указом Президиума Верховного Совета СССР от 15 сентября 1948 года «за получение в 1947 году высокой продуктивности животноводства при выполнении колхозом обязательных поставок сельскохозяйственных продуктов и плана развития животноводства по всем видам скота» удостоен звания Героя Социалистического Труда с вручением ордена Ленина и золотой медали «Серп и Молот».
Дата смерти неизвестна.